# Erie (Colorado)
Erie ist eine Stadt, die überwiegend im Weld County im US-Bundesstaat Colorado liegt, aber auch in das Boulder County hineinreicht. Sie entstand durch den Kohletagebau in der Region und noch bis Mitte der 1950er-Jahre lebte der Ort hauptsächlich vom Kohleabbau. Im Jahr 2010 hatte der Ort 18.135 Einwohner (eine Zunahme von 188 % gegenüber der Volkszählung von 2000). Die Fläche der Stadt beträgt 24,7 km².

## Geographie
Erie liegt etwa 30 km nördlich von Denver und rund 20 km östlich von Boulder. Die Stadt liegt am Coal Creek.
Die geographischen Koordinaten sind 40° 2′ N, 105° 3′ W. Nach den Angaben des United States Census Bureau hat die Stadt eine Gesamtfläche von 24,7 km², wovon 24,5 km² auf Land und 0,2 km² (= 0,84 %) auf Gewässer entfallen.

## Geschichte
Die meisten Indianer rund um Colorado waren nomadisch und viele von ihnen konnten auch im Weld County nachgewiesen werden. Ob zu früherer Zeit auf dem Gebiet von Erie sich jedoch auch Indianer niederließen, ist unbekannt. Als in der Gegend um Erie Kohle gefunden wurde, war das umbenannte Gebiet um die Stadt vor deren Gründung von manchen auch Coal Park genannt.
Ein Jahr nach der Eröffnung der ersten Kohlenmine östlich von Erie im Jahr 1866 lässt sich der Stadtgründer Richard J. van Valkenburg im heutigen Erie nieder und benannt die Stadt benennt den Ort nach seinem früheren Wohnort Erie (Pennsylvania). Zur gleichen Zeit beschließt Union Pacific Railroad mit der dafür gegründeten Gesellschaft Denver Pacific Railway eine Bahnstrecke zwischen Denver und Cheyenne zu bauen, die nahe an Erie vorbeiführen wird. 1871 wird in Erie die erste kommerzielle Kohlenmine und ein Postbüro eröffnet und die erste Zug der Boulder Valley-Bahnstrecke hält in Erie. 1878 wird von Erie aus noch eine für den Kohlentransport bestimmte Nebenlinie nach Canfield eröffnet, die für zwölf Jahre in Benutzung war.
Am 16. November 1874 wurde schließlich die Stadt Erie offiziell gegründet. Erster Bürgermeister wurde George Meloor und die Straßen wurden nach bekannten Bürgern zu der Zeit benannt. Im selben Jahr wurde auch die erste Schule in der Stadt eröffnet, die zu Beginn 33 Schüler umfasste – unterrichtet wurde im Rathaus und im „Coffin-House“ – erst 1881 wird ein eigenes Schulhaus gebaut. 1875 lässt sich der erste Doktor in der Stadt nieder, 1876 erhält die Stadt auch ihr erstes Gefängnis. Um diese Zeit lebten rund 600 Leute in der Stadt, Erie war damit die drittgrößte Stadt im Weld County.
Im Jahr 1877 kommt es zu einem Streik der Kohlearbeiter in der Stadt und er kommt zu Sprengungen vor der Boulder Valley-Mine. Truppen kommen in die Stadt um den Streik zu brechen und errichten auf dem Hügel neben der Stadt ein sechsseitiges Fort. Die Vorkommnisse gehen als Erie War in die Lokalgeschichte ein. Im Jahr darauf wird in der Stadt mit der Knights of Labor Local #771 die erste Minenarbeitergewerkschaft Colorados gegründet.
1883 wird in Erie mit der Welsh Presbyterian Church eine erste Kirche gegründet, die ihre Gottesdienste auch walisisch abhielt. Dort entstand auch der erste Friedhof der Stadt, dessen Verbleib jedoch unbekannt ist. Mit der Erie-Canfield Independent erhält die Stadt 1884 ihre erste Zeitung, die ihr Erscheinen jedoch nach 12 Jahren wieder eingestellt hat. Als zweite Kirche der Stadt wurde 1888 eine United Methodist Church gebaut, nochmals elf Jahre später erhält die Stadt mit der St. Scholastics Catholic Church eine dritte Kirche.
Zu Beginn der 1890er-Jahre wird die Stadt zuerst 1890 von einer Flut heimgesucht, die einen Großteil Eries zerstört und auch die Panik von 1893 drei Jahre später zieht Stadt in Mitleidenschaft.
Im Jahr 1900 wurden bei einem Minenunglück drei Brüder getötet, an das Unglück erinnert heute ein Denkmal bei der United Methodist Church. 1910 ist auch Erie vom vierjährigen Generalstreik der Kohlenminenarbeiter im nördlichen Colorado betroffen, währenddessen die Minen geschlossen blieben – die Streiks erwirken schließlich eine Gehaltserhöhung der Minenarbeiter und 1912 wird der Achtstundentag eingeführt. 1921 wird Erie nach einem Dammbruch von der bisher größten Flut in der Geschichte der Stadt heimgesucht, bei der Brücken sowie Schienen weggespült wurden. Nach dieser Katastrophe wurde das Flussbett vergrößert. 1922 wird ein weiterer Streik von der Armee niedergeschlagen. 1927 kommt es zu einem weiteren Streik der Minenarbeiter und die Washington-Mine wird eröffnet. 1928 beträgt die Bevölkerung in der Stadt etwa 1'000 Einwohner. Ebenfalls 1928/29 wird die Erie High School gebaut, die heute als Middle School dient.
1946 muss die Columbine-Mine wegen sinkender Kohlenachfrage geschlossen werden, ab 1960 wird in Erie, die einst durch den Kohleabbau gegründet wurde, kaum Kohle mehr gefördert und die meisten Mine sind bereits geschlossen, dasselbe Schicksal erleidet auch Washington-Mine im Jahr 1967. 1966 wird die heutige Erie Elementary School gebaut. 1972 wird Erie von einer weiteren Flut heimgesucht. Danach wird beim Coal Creek ein Deich zur Verhinderung zukünftiger Überflutungen gebaut. 1979 wird der Erie Airpark von der Stadt übernommen.
Im Jahr 2000 wurde ein Kohlenarbeiter-Denkmal in der Stadt errichtet, dass an die Vergangenheit der Stadt erinnert. 2001 wurde die Loraine Davis Kinderbibliothek eröffnet, die ihren Dienst bis zur Eröffnung der Gemeindebibliothek speziell auf Kinder ausgerichtet hat. 2005 wird die heutige Erie High School eröffnet. Im Juli 2007 wird mit dem Wise Homestead Museum ein Heimatmuseum eröffnet. Im Jahr 2008 wurden gleich mehrere öffentliche Gebäude fertiggestellt: Die Bibliothek öffnet seine Pforten, das Erie Community Center mit Schwimmbad, Fitnesscenter, Kletterwänden und Indoor-Laufbahn, Racquetballfeldern und einem Kinderhort werden eröffnet und auch die Black Rock Elementary School im Süden der Stadt wurde gebaut. 2013 wurde die Stadt erneut von einer Flut heimgesucht.

## Demographie
Zum Zeitpunkt des United States Census 2000 bewohnten Erie 6291 Personen. Die Bevölkerungsdichte betrug 256,8 Personen pro km². Es gab 2282 Wohneinheiten, durchschnittlich 931,1 pro km². Die Bevölkerung Eries bestand zu 89,73 % aus Weißen, 0,43 % Schwarzen oder African American, 0,65 % Native American, 2,73 % Asian, 0,03 % Pacific Islander, 4,07 % gaben an, anderen Rassen anzugehören und 2,35 % nannten zwei oder mehr Rassen. 11,00 % der Bevölkerung erklärten, Hispanos oder Latinos jeglicher Rasse zu sein.
Die Bewohner Eries verteilten sich auf 2199 Haushalte, von denen in 45,0 % Kinder unter 18 Jahren lebten. 70,7 % der Haushalte stellten Verheiratete, 5,3 % hatten einen weiblichen Haushaltsvorstand ohne Ehemann und 20,7 % bildeten keine Familien. 13,6 % der Haushalte bestanden aus Einzelpersonen und in 1,6 % aller Haushalte lebte jemand im Alter von 65 Jahren oder mehr alleine. Die durchschnittliche Haushaltsgröße betrug 2,86 und die durchschnittliche Familiengröße 3,18 Personen.
Die Bevölkerung verteilte sich auf 30,3 % Minderjährige, 5,1 % 18–24-Jährige, 43,8 % 25–44-Jährige, 17,3 % 45–64-Jährige und 3,5 % im Alter von 65 Jahren oder mehr. Das Durchschnittsalter betrug 32 Jahre. Auf jeweils 100 Frauen entfielen 101,5 Männer. Bei den über 18-Jährigen entfielen auf 100 Frauen 101,2 Männer.
Das mittlere Haushaltseinkommen in Erie betrug 77.114 US-Dollar und das mittlere Familieneinkommen erreichte die Höhe von 79.892 US-Dollar. Das Durchschnittseinkommen der Männer betrug 52.112 US-Dollar, gegenüber 37.271 US-Dollar bei den Frauen. Das Pro-Kopf-Einkommen belief sich auf 30.625 US-Dollar. 2,1 % der Bevölkerung und 1,1 % der Familien hatten ein Einkommen unterhalb der Armutsgrenze, davon waren 2,6 % der Minderjährigen und 0,0 % der Altersgruppe 65 Jahre und mehr betroffen.

## Verkehr
Die Stadt liegt an der Interstate 25 und ist so weniger als 45 Minuten vom internationalen Flughafen Denver entfernt. Es gibt im südlichen Stadtgebiet einen Regionalflughafen, den Erie Municipal Airport.
Außerdem verbindet die Buslinie JUMP von RTD Denver Erie mit Lafayette, Arapahoe und Boulder.

## Bildung
Die öffentlichen Schulen Eries gehören zu zwei verschiedenen Schulkreisen. Der größte Teil der Schulen gehört zum St. Vrain Valley Schuldistrikt, darunter fallen die Elementary School Black Rock, Erie, Red Hawk und Soaring Heights (PK-8) sowie die Erie Middle- und Erie High School. Die sich ebenfalls in Erie befindende Meadowlark Elementary School (PK-8) gehört jedoch zum Boulder Valley School District.
Mit der Vista Ridge Academy gibt eine christliche Privatschule, die Unterricht bis zur 8. Klasse anbietet.

## Politik
Erie wird von einem Board of Trustees geführt. Aktuelle Bürgermeisterin ist Jennifer Carroll. Die nächsten Neuwahlen finden im April 2020 statt. Daneben gibt es noch zwei ständige Kommissionen, die Planungskommission und das Board of Adjustment. Weitere beratende Gremien können vom Board of Trustees selbst einberufen werden., dazu gehören beispielsweise „Historic Preservation Advisory Board“, das „Sustinability Advisory Board“ oder das „Tree Board“.

## Wirtschaft
Die größten Arbeitgeber der Stadt sind einerseits die Stadtverwaltung selbst sowie King Soopers, eine Supermarktkette, die je rund 250 Arbeitnehmer beschäftigen.
Weiter engagiert sich die Erie Chamber of Commerce für die lokale Wirtschaft.

## Kultur
Das Wise Homestead Museum ist das Heimatmuseum der Stadt Erie. Diverse Sportaktivitäten werden im Erie Community Center angeboten.
Mit der Arts Coalition of Erie Colorado gibt es auch eine Künstlervereinigung in der Stadt.